# Norbert Dolezich
Norbert Ernst Dolezich (* 16. Februar 1906 in Bielschowitz, Oberschlesien; † 4. Dezember 1996 in Recklinghausen) war ein deutscher Grafiker, Maler und Schriftsteller.

## Leben
Dolezich wuchs in Orzegow bei Beuthen auf und lernte Schlosserei. Nach dem Abitur besuchte er von 1929 bis 1931 die Kunstakademie Königsberg, an der Fritz Burmann und Heinrich Wolff seine Lehrer waren. Darüber hinaus studierte er an der Albertus-Universität Königsberg bei Wilhelm Worringer Kunstgeschichte. Weitere Studien erfolgten in Berlin und Köln-Deutz.
Wegen einer Krankheit wurde er nicht zur Wehrmacht eingezogen. Im Zweiten Weltkrieg konnte er an den Gymnasien in Mehlsack, Allenstein und Insterburg  unterrichten. Daneben unterrichtete er an der Burgschule (Königsberg) und von 1941 bis 1945 als Dozent für Graphik an der Kunstakademie. 1944 nahm er mit dem Ölgemälde Wasserfall an der Großen Deutschen Kunstausstellung in München teil.
Nach dem Krieg ließ er sich in Recklinghausen nieder. Er arbeitete als Kunstpädagoge am Gymnasium Petrinum Recklinghausen sowie als bildender Künstler und Schriftsteller.
Fast alle seine in Ostpreußen entstandenen Bilder wurden im Krieg vernichtet. Die meisten seiner Radierungen konnten gerettet werden. Ein Großteil seiner Nachkriegsbilder sind Aquarelle und Radierungen.

## Ehrungen
- Eichendorff-Literaturpreis (1977)
- Bundesverdienstkreuz am Bande (23. April 1979)[1]

## Werke

### Bücher
- Zeichen und Wege. Dortmund 1968.
- Das Barackenfenster. Darmstadt 1973.
- Ich kam aus Orzegow. Dülmen 1975.
- Wiesufer. Heidenheim 1976.
- Gewährte Zeit, Dülmen 1980.
- Johannes Standorfer. Dülmen 1986.
- Muschelscherben. Dülmen 1989.
- Im Strom. Dülmen 1991.

### Bilder
- Erinnerung an die Kurische Nehrung, Aquarell, 1950.
- Der Zaun, Kaltnadelradierung, 1930.[2]